# Acuminit
Acuminit ist ein sehr selten vorkommendes Mineral aus der Mineralklasse der „Halogenide“ mit der chemischen Zusammensetzung Sr[AlF4(OH)]·H2O und damit chemisch gesehen ein wasserhaltiges Strontium-Aluminofluorid.
Acuminit kristallisiert im monoklinen Kristallsystem und entwickelt nur millimetergroße, dipyramidale und speerspitzenähnliche Kristalle und Kristallgruppen. Das Mineral ist üblicherweise farblos und durchsichtig. Durch vielfache Lichtbrechung aufgrund von Gitterfehlern oder polykristalliner Ausbildung kann er aber auch weiß erscheinen und durch Einwirkung von Röntgenstrahlung eine gelbe Farbe annehmen.

## Etymologie und Geschichte
Erstmals entdeckt wurde Acuminit in der Kryolith-Lagerstätte bei Ivittuut auf Grönland. Nach Anerkennung durch die International Mineralogical Association (IMA) 1986 (interne Eingangsnummer der IMA: 1986-038) erfolgte die Publikation der Erstbeschreibung durch H. Pauly und O. V. Petersen ein Jahr später. Aufgrund seines charakteristischen Habitus benannten die beiden das Mineral nach dem lateinischen Wort acumen (Speerspitze).
Die seit 2021 ebenfalls von der IMA/CNMNC anerkannte Kurzbezeichnung (auch Mineral-Symbol) von Acuminit lautet „Acu“.
Das Typmaterial des Minerals (Holotyp, HT) wird in der Mineralogischen Sammlung der Universität Kopenhagen unter der Katalog-Nr. 1986.378 aufbewahrt. Es handelt sich dabei um eine Probe, ein Fläschchen mit Fragmenten und Kristallen sowie verschiedenen, montierten Kristallen.

## Klassifikation
Da der Acuminit erst 1986 als eigenständiges Mineral anerkannt wurde, ist er in der seit 1977 veralteten 8. Auflage der Mineralsystematik nach Strunz noch nicht verzeichnet.
In der zuletzt 2018 überarbeiteten Lapis-Systematik nach Stefan Weiß, die formal auf der alten Systematik von Karl Hugo Strunz in der 8. Auflage basiert, erhielt das Mineral die System- und Mineral-Nr. III/C.01-020. Dies entspricht der Klasse der „Halogenide“ und dort der Abteilung „Doppelhalogenide (meist mit OH, H2O)“, wo Acuminit zusammen mit Artroeit, Chukhrovit-(Ca), Chukhrovit-(Ce), Chukhrovit-(Nd), Chukhrovit-(Y), Creedit, Gearksutit, Jakobssonit, Leonardsenit, Meniaylovit und Tikhonenkovit eine unbenannte Gruppe mit der Systemnummer III/C.01 bildet.
Die von der International Mineralogical Association (IMA) zuletzt 2009 aktualisierte 9. Auflage der Strunz’schen Mineralsystematik ordnet den Acuminit in die Abteilung der „Komplexen Halogenide“ ein. Diese ist weiter unterteilt nach der Kristallstruktur, so dass das Mineral entsprechend seinem Aufbau in der Unterabteilung „Gruppen-Aluminofluoride (Soro-Aluminofluoride)“ zu finden ist, wo es zusammen mit Tikhonenkovit die „Tikhonenkovitgruppe“ mit der Systemnummer 3.CC.10 bildet.
Auch die vorwiegend im englischen Sprachraum gebräuchliche Systematik der Minerale nach Dana ordnet den Acuminit in die Klasse der „Halogenide“ und dort in die Abteilung der „Komplexe Halogenide – Aluminiumfluoride“ ein. Hier ist er als einziges Mitglied in einer unbenannten Gruppe mit der Systemnummer 11.06.17 innerhalb der Unterabteilung „Komplexe Halogenide – Aluminiumfluoride mit verschiedenen Formeln“ zu finden.

## Chemismus
Die nasschemische Analyse ergab nach Pauly und Petersen eine durchschnittliche Zusammensetzung von 37,04 % Sr, 11,86 % Al, 33,52 % F, 6,82 % OH (errechnet aus dem Anionendefizit) und 7,80 % H2O (errechnet auf der Basis von einem Wassermolekül pro Formeleinheit) sowie 0,0026 % Li und 0,0185 % Ca.
Dies entspricht der empirischen Formel Sr0,98Al1,02F4,07(OH)0,93·H2O, wobei die in Spuren enthaltenen Elemente Lithium und Calcium als Fremdbeimengungen außer Acht gelassen wurden. Die idealisierte Formel SrAlF4(OH)·H2O wurde bei der 1991 erfolgten Klärung der Kristallstruktur durch E. K. Andersen, G. Ploug-Sørensen und E. Leonardsen noch einmal bestätigt.

## Kristallstruktur

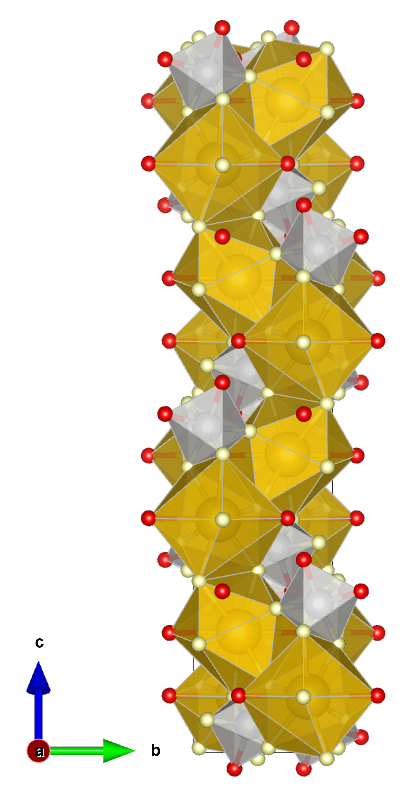
Schichtbildung der Acuminitstruktur

Acuminit kristallisiert monoklin in der Raumgruppe C2/c (Raumgruppen-Nr. 15) mit den Gitterparametern a = 13,223(1) Å; b = 5,175(1) Å, c = 14,251(1) Å und β = 111,61(2) ° sowie 8 Formeleinheiten pro Elementarzelle.
Die Kristallstruktur von Acuminit besteht aus neunfach koordinierten Strontium-Polyedern (Sr[9]) und sechsfach koordinierten Aluminium-Oktaedern mit gemeinsam genutzten Ecken und Kanten, die zusammen höckerige Schichten senkrecht zur b-Achse bilden.
| Kristallstruktur von Acuminit |
| - Mit Blickrichtung parallel zur a-Achse - Mit Blickrichtung parallel zur b-Achse - Mit Blickrichtung parallel zur c-Achse - Räumliche Darstellung in der kristallographischen Standardausrichtung |
| Farbtabelle: _ Sr 0 _ Al 0 _ F 0 _ O |

## Modifikationen und Varietäten
Die Verbindung Sr[AlF4(OH)]·H2O ist dimorph und tritt in der Natur neben Acuminit noch als ebenfalls monoklin, jedoch mit anderer Raumgruppe und Gitterparametern, kristallisierender Tikhonenkovit auf.

## Bildung und Fundorte
An seiner Typlokalität nahe der grönländischen Stadt Ivittuut, fand sich Acuminit in einem kleinen Hohlraum einer Mineralprobe aus einem strontiumreichen Teil der Kryolith-Lagerstätte. Hier trat das Mineral in Paragenese mit Coelestin, Fluorit, Gearksutit, Jarlit, Pachnolith, Hydrokenoralstonit und Thomsenolith auf.
Bisher sind nur zwei weitere Fundorte für Acuminit bekannt: Eine Granit-Pegmatit-Lagerstätte nahe Papachacra im argentinischen Departamento Belén und die Sarabau Mine (auch Lucky Hill Mine), eine hydrothermale Lagerstätte vom Carlin-Typ und Skarn-Mineralisation mit Antimon (Sb), Arsen (As) und Gold (Au), nahe der Bergbaustadt Bau im malaiischen Bundesstaat Sarawak.